# Guillaume Ier de Garlande
Pour les articles homonymes, voir Garlande et famille de Garlande.
Guillaume Ier de Garlande,,, peut-être né en 1055. Il est le fils d'Adam de Garlande et d'Eustache de Montlhéry, et petit-fils d'Aubert,. Il est mort avant 1095.

## Biographie
Seigneur de Garlande et de Livry-Gargan, de Gournay-sur-Marne, héritage de sa mère Eustache de Montlhéry, et peut-être de Chantilly.
La famille de Garlande, originaire de la Brie, est de modeste extraction, probablement de lignage chevaleresque. La connaissance de la famille, fidèle du roi, commence avec Adam qui exerce l'avouerie de deux domaines proches de Faremoutiers dépendant de l'abbaye Saint-Jean-de-Lagny.
La biographie de Louis VI d'Éric Bournazel ne donne pas plus d'informations. La fortune de la famille de Garlande commence à la fin du règne de Philippe Ier avec Gilbert dit Païen et se développe avec Étienne de Garlande pendant le règne de Louis VI.
Devenu chancelier de France, seigneur de Livry, il y construit un manoir. Quelques habitations de serfs se regroupent alors autour du château. Le seigneur se livre à des donations en 1111 au profit du monastère de Saint-Martin-des-Champs. Il meurt en 1120[réf. nécessaire].

## Mariage et enfants
Il épouse une certaine Havise, ou Havoise, dont il a : 
- Gilbert dit Païen, sénéchal de France, participe à la première croisade en 1096 et s'illustre au siège de Nicée en 1097. Il détient la charge de sénéchal en 1101. Il semble succéder dans cette charge à Gui le Rouge, comte de Rochefort. On ne lui connaît pas de descendant ;
- Étienne de Garlande (1070-1150), chancelier du roi, évêque (jamais investi) de Beauvais ;
- Anseau de Garlande (v. 1069-1118), sénéchal de France, mort au cours du siège du Puiset en 1118. Il est le père de :
  - Agnès de Garlande (1112-1143) ;
- Guillaume II de Garlande[7] (v. 1075-1120), seigneur de Garlande, sénéchal de France après son frère Anseau entre 1118 et 1120. Il est assassiné le 23 mars 1120. Épouse Helissent. Père de :
  - Manassès de Garlande, évêque d'Orléans en 1146,
  - Guillaume III de Garlande (v. 1100-v. 1132), seigneur de Livry-Gargan. Épouse Agnès (de Nanteuil) de Crépy. Père de :
    - Guillaume IV de Garlande (v. 1125-après 1181). Épouse Idoine de Trie. Père de :
      - Mahaut ou Mathilde de Garlande (1150-1224). Épouse Mathieu Ier de Marly,
      - Guillaume V de Garlande  (1160-1226). Épouse Alix de Châtillon ;
- Gilbert[8], dit le Jeune, grand bouteiller de France, seigneur de Tournehan entre 1112 et 1127. Épouse Eustachie de Possesse, fille de Manassès de Possesse, seigneur de Possesse, et de son épouse Béatrice de Crécy. Père de :
  - Guy Ier de Garlande, seigneur de Tournan-en-Brie.

D'une union scandaleuse avec Hersende de Champagne, Gilbert le Jeune aurait donné naissance vers 1092 à une fille : Héloïse, future femme d'Abélard.